# شعار جورجيا
شعار جورجيا اعتمد في 1 أكتوبر 2004، وهو يعتمد بشكل جزئي على شعار مملكة جورجيا خلال القرون الوسطى.

## الوصف
شعار دولة جورجيا هو شعار نبالة يتحوي درع أحمر به القديس جرجس راكبًا حصان فضي يحمل رمح فضي ينتهي بصليب ذهبي يضرب به تنينًا فضيًا. وفوق الدرع التاج الجورجي. ويدعمه أسدان ذهبيان. وكتب على الشريط ძალა ერთობაშია (القوة في الوحدة)، وفي بدايته ونهايته صليبان.

## المعرض

شعار البيت الملكي الجورجي
شعار مملكة كارتلي-كاخيتي (1762–1801)
شعار جمهورية جورجيا الديمقراطية (1918–1921).
شعار جمهورية جورجيا الاشتراكية السوفيتية
شعار جمهورية جورجيا (1990-2004)